# Trecchina
Trècchina ([ˈtrɛkkina]), è un comune italiano di 2 063 abitanti della provincia di Potenza in Basilicata.

## Geografia fisica
Sita nell'entroterra della costa tirrenica lucana, nel mezzo dell'appennino lucano, il clima di Trècchina è proverbialmente alpestre, con inverni rigidi ed estati fresche.
Il paese si trova su un altopiano incastonato tra montagne ricoperte di boschi cedui all'altezza di 500 metri sul mare, tra cui dominano le cosiddette tre chine.
Il territorio trecchinese è attraversato lungo i suoi confini coi comuni di Rivello, Nemoli, Lauria, Maratea e Tortora dal fiume Noce.
Nel territorio di Trecchina sono presenti cime montuose di media altezza: il monte Coccovello (1.505 m) che è anche la vetta più alta del versante tirrenico dell'Appennino lucano, il monte Crivo (1.265 m), il monte Serra Pollino o Santa Maria (1099 m) ed il monte Messina (oltre 1000 m).

## Origini del nome
Numerose sono le interpretazioni date circa l'origine e il significato del toponimo. Lo storico Giacomo Racioppi vuole che derivi dal latino e significhi «luogo di sterpi e burroni», mentre l'abate Pacichelli sostiene che sia una corruzione del nome Terenziana.
Una fantasiosa credenza popolare ritiene invece che il nome sia semplicemente il composto di tre chine, cioè le tre vette che sovrastano l'altopiano dove sorge il paese. A guardar bene le vette sono quattro: Maiorino, Serra Pollino bipartita in cima, e Crivo

## Storia
Poche e frammentarie sono le testimonianze archeologiche nel territorio di Trecchina. Gli storici che si sono soffermati sulla sua origine hanno presentato teorie discordanti:
- Giovan Battista Pacichelli[5] sosteneva che Trecchina sorse nel 317 a.C. da uno stanziamento romano chiamato Terenziana, nome che poi si sarebbe corrotto in quello attuale;
- Giuseppe Antonini[6]  la vuole fondata dai Greci che abitavano presso le Termopili, dette anche Trakinie, che in seguito alle guerre del Peloponneso vollero abitare terre che assomigliassero a quelle native, e chiamarono il luogo Trecchina.

Trecchina appare in un documento del 1079 col nome di Triclina. Il paese fu successivamente prima roccaforte gotica, poi longobarda.
Dopo essere stata distrutta dai Saraceni, fu riedificata dai Longobardi di Salerno. Tra il XI e il XII secolo fu interessata da correnti migratorie di gruppi eretici provenienti dal Piemonte, in particolare dal Monferrato, che hanno lasciato una indelebile traccia nel dialetto locale.
Nell'epoca dei regimi feudali appartenne alla contea di Lauria, sotto la famiglia Sanseverino, e a quella di Tortora, sotto la famiglia Vitale. Tra i numerosi passaggi di proprietà del borgo, segnaliamo che nell'anno 1500 circa il feudatario Roberto Sanseverino, principe di Salerno, donò il castello di Trecchina (“la terra di Trecchiena”) al conte Michele Rizzo de Ricci di Castellammare di Stabia, ma questa famiglia detenne il feudo per poco tempo, avendo sostenuto l'entrata dei francesi in Napoli.
Il castello, i cui ruderi sovrastano ancora oggi la parte antica dell'abitato, fu costruito nel 1530 dai baroni Palmieri di Latronico. Nel 1799 anche Trecchina si costituì municipalità repubblicana durante l'esperienza della Repubblica Partenopea, esperienza in cui emerse il patriota Gaetano Marotta. Per pochi anni, dal 1811 al 1816, durante il governo francese di Gioacchino Murat del Regno di Napoli, Trecchina fu capoluogo di circondario nell'ambito del distretto di Lagonegro; dopodiché, alla restaurazione borbonica, fu abolito, ripristinato il circondario di Maratea e introdotto quello di Lauria.

### Simboli
Lo stemma del Comune di Trecchina è stato concesso con decreto del presidente della Repubblica del 28 luglio 2005.
(D.P.R. 28.07.2005)
Il gonfalone è un drappo di bianco con la bordatura di azzurro.

## Monumenti e luoghi d'interesse

### Architetture religiose
- Chiesa di San Michele Arcangelo: costruita nel 1857, è la chiesa parrocchiale di Trecchina ed è una delle chiese più grandi della Basilicata. Si trova nel mezzo di piazza del Popolo.
- Santuario della Madonna del Soccorso: piccola chiesetta sita sulla cima del monte Santa Maria (altitudine 1089 m s.l.m.).
- Chiesa di San Giovanni Battista, sita in pieno borgo antico, antica chiesa parrocchiale in via Castello.
- Chiesa di Sant'Antonio di Padova, in via Pozzo Donato.
- Chiesa della Madonna del Rosario,in via del Rosario.
- Cappella della Madonna Addolorata, non lontano dalla Parrocchiale.
- Cappella della Forraina, dedicata alla B.V.M.del Soccorso.
- Chiesa di San Giuseppe, sita in contrada Piano dei Peri.
- Chiesa Madonna del Buon Consiglio, ubicata in contrada Parrutta.
- Cappella di San Nicola, in via Marconi.

### Aree naturali

#### Grotte
Numerose cavità naturali sono state inserite nell'elenco catastale delle Grotte della Basilicata.
La Grotta Sant'Angelo con i suoi 580 metri è la cavità più estesa di Trecchina, mentre la Festola Grande con 136 metri di verticale è la più profonda.

## Società

### Evoluzione demografica
Abitanti censiti

### Lingue e dialetti
Trecchina è uno dei centri lucani dove si parla il gallo-italico. Fino agli anni '70 vi si notava ancora, quale tratto di arcaicità, la desinenza sibilante della seconda persona singolare.

### Istituzioni, enti e associazioni

#### Speleologia
A Trecchina, dal 1987, è presente la sede regionale del catasto delle grotte e delle aree carsiche della Basilicata, e dal 1992 il centro europeo di speleologia marina.

### Tradizioni e folclore
La festa patronale di San Michele Arcangelo si svolge il 28 e 29 settembre.

## Cultura

### Cucina
Trecchina è famosa anche per un prodotto di panificio, comunemente chiamato "pane di Trecchina", riconosciuto come prodotto agroalimentare tradizionale della regione Basilicata.
Altri prodotti tipici sono i dolci di pasta di noci (nocetti) e i gelati alla castagna.

## Geografia antropica

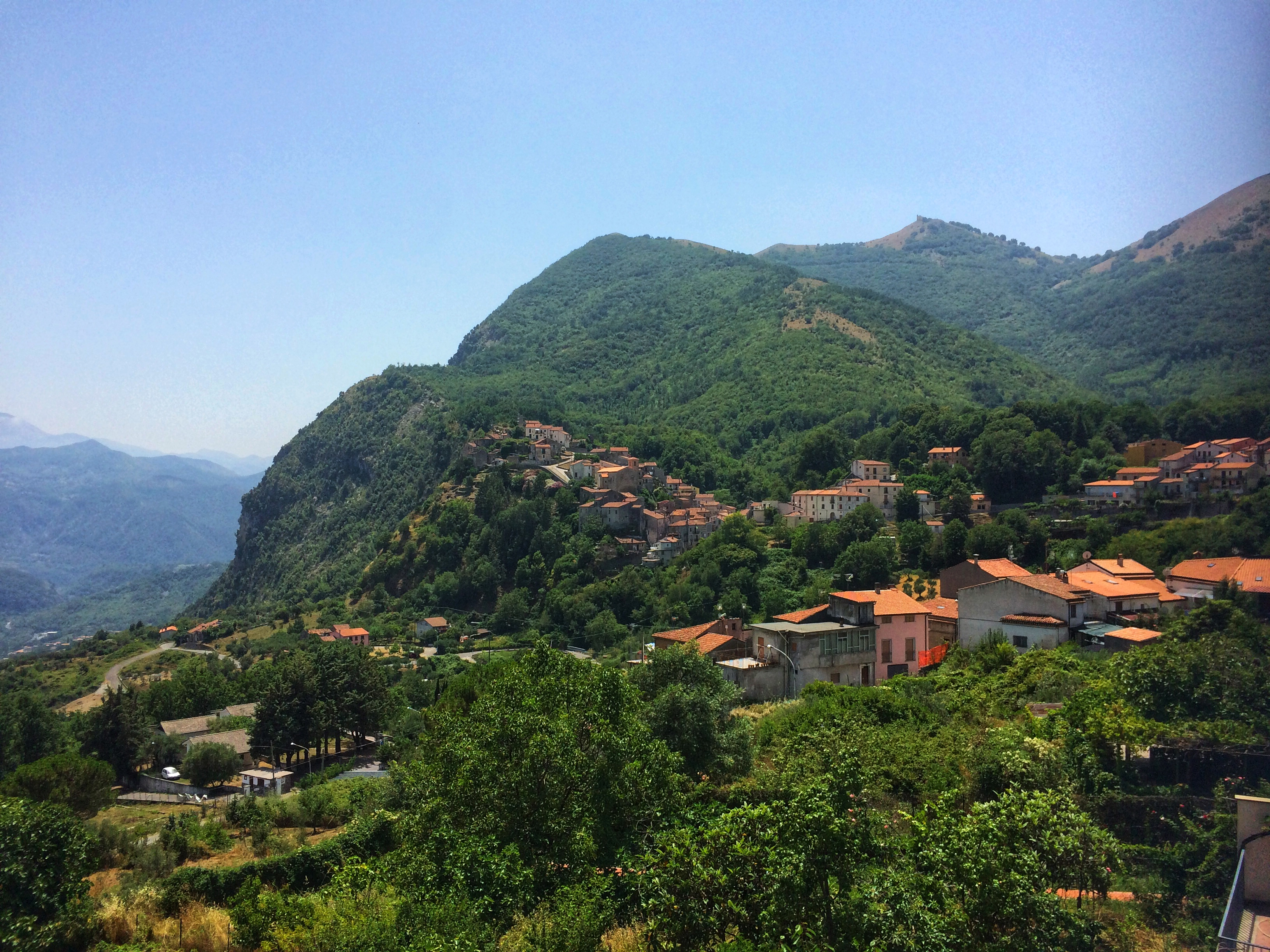
Il centro storico di Trecchina.

L'abitato di Trecchina si divide in un centro-storico medioevale, sorto intorno a un Palazzo Baronale-Castello del XVI secolo, e in una zona residenziale, sorta nel XIX secolo.
I primo, chiamato popolarmente Castello, è un tipico esempio di borgo medioevale, sorto intorno a un Palazzo Baronale, con vicoli stretti e caratteristici. Il secondo, detto Piano, si sviluppa intorno Piazza del Popolo (ampia oltre 1800 m²) e presenta un disegno urbanisticamente eccellente, con strade larghe e viabilità funzionale.

### Frazioni
Nel territorio comunale di Trecchina sono presenti piccole frazioni. Quelle maggiormente popolate sono Parrutta e Piano dei Peri, che si trovano aggrappate su un declivio sospeso sulla valle del Noce. Le altre maggiori frazioni sono: Maurino, Scaloni, Starsia, Pietra, Pietramorta, Foresta, Ronzino, Camporotondo, Santiquaranta, Ortigliuolo, Bolago, Colla.

## Infrastrutture e trasporti

### Strade
Il comune di Trecchina è attraversato dalla Strada Statale 585 meglio conosciuta come Fondo Valle del Noce che collega l'autostrada A3 Salerno-Reggio Calabria all'altezza di Lagonegro Nord alla Statale 18 presso Castrocucco di Maratea.
Le strade provinciali che attraversano Trecchina sono la SP3 che la collega a Maratea e Lauria e la SP44 che porta alla frazione di Parrutta e successivamente alla SS585.

## Amministrazione

### Gemellaggi
- Jequié, dal 1963